# شهرک طالقانی (اندیکا)
شهرک طالقانی (اندیکا)، روستایی از توابع بخش آبژدان شهرستان اندیکا در استان خوزستان ایران است.

## جمعیت
این روستا در دهستان آبژدان قرار دارد و براساس سرشماری مرکز آمار ایران در سال ۱۳۸۵، جمعیت آن ۲۱۷ نفر (۴۰خانوار) بوده‌است.